# Extended Reality (XR)
1. WEITERLEITUNG Extended Reality